# Géoingénierie
La géoingénierie ou géo-ingénierie est l'ensemble des techniques qui visent à manipuler et modifier le climat et l'environnement de la Terre et par extension d'une planète en première intention et à grande échelle. L'objectif est généralement correctif, plus que préventif (le préventif relevant plutôt du génie écologique et de l'écoconception). Elle ne doit pas être confondue avec la géoingénierie du sous-sol (mines).

## Éléments de définitions
Une définition française produite par un groupe réuni par l'Agence nationale de la recherche (ANR), se voulant « constructive et non dogmatique », publiée en 2014 est « La géo-ingénierie de l’environnement correspond à l'ensemble des techniques et pratiques mises en œuvre ou projetées dans une visée corrective à grande échelle d’effets de la pression anthropique sur l’environnement. Il importe de bien distinguer la géoingénierie qui met en jeu des mécanismes ayant un impact global sur le système planétaire terrestre des techniques et pratiques d'atténuation ou ayant simplement un impact local ». Les auteurs précisent que cette définition « prend en compte la charge de valeurs (non-neutralité axiologique) de la notion de géo-ingénierie ». Pour ce groupe, la traduction de l'anglais « geoengineering » par le mot « géo-ingénierie » n'est pas satisfaisante ; d'autres traductions proposées sont « Ingénierie climatique et/ou environnementale, Ingénierie du système terre, Gaïa-ingénierie, Ingénierie globale, et Ingénierie (climatique) planétaire » qui ne semblent pas non plus se calquer sur le contenu sémantique du mot anglais.

## Histoire de la géoingénierie et de sa perception
Au XIXe siècle, les géologues montrent que la terre a connu des périodes chaudes et froides et des environnements très différents au cours des âges, en lien notamment avec les teneurs de l'air en dioxyde de carbone et/ou en méthane.
À la fin des années 1940 on s'inquiète des effets possibles d'un hiver nucléaire planétaire en cas de troisième guerre mondiale si l'armement nucléaire était utilisé. Les changements climatiques intéressent de nombreux chercheurs, tant pour leurs causes que pour leurs effets. Les scientifiques montrent que l'être humain est devenu capable de modifier certains aspects de son environnement à une vitesse qui dépasse celle des grandes forces géologiques, et parfois avec de petits moyens (par exemple, l'effet des fréons sur la couche d'ozone). Durant la guerre froide, « utiliser les modifications de l'environnement comme une arme possible devint un enjeu important pour les deux supers puissances et certains think tanks ».
On cherche alors à provoquer des pluies ou dompter des tornades, à des échelles locales, puis des propositions de géoingénierie ont été étudiées et parfois expérimentées par des armées en tant qu'arme de guerre depuis la Seconde Guerre mondiale,,. Des tentatives peu concluantes sont faites pour « modifier le climat des États-Unis dans les années 1950 et 1960 » puis lors de la guerre du Vietnam, au début des années 1970. Certains États s'inquiètent des effets des expériences faites par les pays riverains. Ainsi, en 1975, le Canada et les États-Unis signent un accord bilatéral « relatif à l’échange d’informations sur les activités civiles de modification du temps ».
En 1977, les usages militaires, sous l'effet de l'opinion publique notamment, sont réprouvés par les Nations unies, par la Convention sur l'interdiction d'utiliser des techniques de modification de l'environnement à des fins militaires ou toutes autres fins hostiles (ENMOD). L'opinion publique et la plupart des scientifiques selon l'historien de la météorologie aux États-Unis James Fleming qui évoque rétrospectivement en 2006 une « histoire pathologique » des modifications du climat et qui dénonce en 2010 cette volonté démiurgique de contrôler le ciel et le climat ; Kwa en 2001 ; Hamblin (2013) et le rapport de l'ANR (2014) rejettent ces approches, mais comme une mode passée, qui réapparait parfois elles conservent des partisans, dont certains estiment qu'elles pourraient être développée pour un usage pacifique, dans l'anthropocène et notamment dans le contexte de la conquête spatiale pour terraformer d'autres planètes afin de les rendre habitable, par exemple pour Mars en transformant son atmosphère, thème repris ou anticipés par de nombreux auteurs de science-fiction.
La géoingénierie est un sujet volontiers repris par la science fiction et par les médias grand public (par exemple Libération du 8 avril 2013, Le Monde du 30 septembre 2006 ou La Tribune du 18 juin 2012), mais aussi des journaux de vulgarisation scientifique et technique (par exemple Science et Vie, hors série no 240, « Le climat » p. 158-162 ; Science et Vie, no 1071, p. 56-67 ; l'épisode de X:enius du 15 février 2013 sur Arte ou La Recherche du 19 juin 2012). En 2008 en Amérique du Nord, Discovery Channel a présenté une série documentaire télévisuelle (Project Earth) de huit épisodes sur la géoingénierie, chaque épisode présentant une approche radicale de protection du climat (pour certaines relevant de la géoingénierie), émissions où l'on a pu constater selon le rapport 2014 de l'ANR que « la bonne télévision et la bonne science sont deux univers bien différents ».
En 2013, la géoingénierie par boisement intensif de grandes surfaces puis brûlage du bois dans des installations qu'on espère dans le futur capables de récupérer et stocker le carbone est citée par le GIEC dans la liste des options se présentant aujourd'hui comme disponibles comme l'un des moyens étudiés pour contrecarrer les effets du réchauffement climatique dû à l'émission de gaz à effet de serre. Cette idée fait suite à la crainte que les changements climatiques ne deviennent tellement importants que des effets graves soient dorénavant inévitables, ou que des mécanismes de rétroaction accélèrent les changements climatiques même si les émissions étaient drastiquement réduites. La plupart, des scientifiques, des environnementalistes et des ingénieurs qui prennent parti pour la géoingénierie la voient comme une mesure additionnelle requise pour stabiliser le climat, et non comme une alternative à une économie à basse émission de carbone. Les détracteurs de cette approche l'assimilent à de la pensée magique et à une prise de risques inconsidérée tant les défis à relever semblent importants, en particulier dans un contexte où les terrains à boiser ne sont pas disponibles, ce qui risque d'induire des processus d'accaparement de terres cultivables ou d'aires naturelles. Le GIEC a ensuite précisé qu'il ne recommandait aucune stratégie d'atténuation ou politique climatique, et qu'il ne recommandait pas la géoingénierie comme une façon de limiter le réchauffement global à 1.5-2 °C à la fin du siècle.
Selon le rapport ANR 2014 (page 7), le concept et/ou le mot géoingénierie a chez certains un effet anxiogène, évoquant des expériences prométhéenne ou d'apprenti-sorcier, alors que pour d'autres, il a un effet libérateur et évoque une voie qui éviterait d'avoir à se préoccuper des émissions de gaz à effet de serre, des énergies fossiles et pourrait même éventuellement être une « source de valeur ».
Dans un discours du 29 juin 2016, John Brennan, directeur de la CIA, fait part de sa circonspection pour l’ensemble des technologies rassemblées sous le vocable « géoingénierie » et en particulier pour l'injection d'aérosols dans la stratosphère. Malgré son efficacité pour inverser le réchauffement climatique pour un coût modéré, il en pointe les risques technologiques et géopolitiques. Cette opinion est également partagée par Théodore Tallent, chercheur en science politique, qui pointe les risques de retardement dans l'adoption de politiques environnementales ambitieuses.
Cette position n'est cependant pas forcément partagée par tous, puisque de riches hommes d'affaires, comme Bill Gates, ont financé des recherches dans ce domaine, notamment le projet SCoPEx piloté par David Keith et Frank Keutsch à Harvard. En décembre 2018, le projet annonçait dans Nature être en mesure de lancer un premier ballon instrumenté chargé de suivre la dispersion de noyaux de carbonate de calcium injectés dans le stratosphère, au printemps ou à l'automne 2019. Conscient de la part d'inconnu liée à ce projet, les responsables du projet ont souhaité qu'un comité d'experts indépendants puisse se prononcer sur l'opportunité d'une telle expérimentation. Ce comité a donc été créé et Louise Bedsworth de l'Université de Californie en assure la présidence.

## Typologies de la géoingénierie
Dans un contexte de prise de conscience des phénomènes climatiques en jeu sur Terre, certaines entreprises très polluantes et notamment émettrices de gaz à effet de serre, des scientifiques et des hommes politiques s'interrogent sur la possibilité de sciemment les modifier en utilisant des technologies et produits disponibles.
La cible climatique est la plus souvent évoquée (contrôle des températures, précipitations, évènements extrêmes…) mais en théorie, les cibles de la géoingénierie pourraient aussi porter sur l'acidité globale des pluies ou des océans, le cycle global de l’eau et les hydrosystèmes, le cycle des eutrophisants dans l'eau, l'air et les sols et plus largement encore les grands cycles biogéochimiques (C, N, K, P et micronutriments, oligoéléments), la qualité de l’air, les gyres océaniques comme lieux de concentration des plastiques et de certains polluants, etc.

## Typologies de géoingénieries climatiques
Selon un rapport publié par Shepherd en 2009 pour la Royal Society, les techniques de géoingénierie visant à freiner ou stopper le réchauffement climatique peuvent être classées en deux grandes catégories :
1. L'élimination du dioxyde de carbone dans l'atmosphère en tant qu'étant l'une des causes importantes du réchauffement climatique, c'est-à-dire en diminuant la quantité de l'un des gaz à effet de serre de l'atmosphère (qui est aussi un nutriment pour les plantes) ;
2. Le contrôle du rayonnement solaire atteignant la Terre, de manière à compenser certains effets de l'effet de serre en réduisant la quantité de rayonnement solaire absorbée par le système Terre-atmosphère, mais la lumière solaire est source de photosynthèse, base des puits de carbone naturel et de l'alimentation humaine.

La géoingénierie est toujours intentionnelle. Elle pourrait intervenir en première intention, mais aussi parfois en seconde intention en se greffant sur des lieux et activités pouvant l’accueillir.

## Techniques de géoingénierie
Un certain nombre de méthodes sont imaginées ou disponibles pour modifier le climat, et notamment pour lutter contre le changement climatique observé aujourd'hui.
Ces moyens sont parfois très techniques (miroir dans l'espace par exemple, ou biotechnologies), mais l'ANR note qu'ils pourraient aussi être plus simples avec par exemple un changement à grande échelle des pratiques agricoles ou forestières (ici ce sont des changements de pratiques, qui peuvent se passer de techniques nouvelles).

### Injection stratosphérique d'aérosols
Après l'éruption du mont Pinatubo (en 1991), Paul Crutzen a proposé d'utiliser du soufre ou des dérivés soufrés sous forme d'aérosols de sulfate qui, massivement injectés dans l'atmosphère augmenteraient l'albédo atmosphérique. Il s'appuie sur une simulation selon laquelle une diminution de 1,8 % du rayonnement solaire atteignant la Terre suffirait à compenser le réchauffement climatique consécutif à un doublement de la quantité de dioxyde de carbone (CO2) atmosphérique.
Plusieurs études montrent que, bien que la solution ne soit pas sans conséquences, les obstacles logistiques semblent facilement surmontables. Cette option a même été qualifiée d'« extraordinairement bon marché » par l'économiste Scott Barrett. Le coût, estimé entre 1 et 8 milliards de dollars par an, est jugé insignifiant à l'échelle de l'économie mondiale, comparativement aux investissements nécessaires pour réduire les émissions de CO2. En raison de ses implications mondiales et incertitudes, le déploiement de cette technologie (et même les premiers tests) posent de graves problèmes de gouvernance. L'absence d'autorité mondiale et les faibles coûts induits pourraient virtuellement autoriser un pays, ou un petit groupe de pays, à décider seuls du lancement d'un tel projet malgré les possibles conséquences physiques, chimiques, biochimiques ou climatiques qui pourraient en découler. En particulier ces aérosols freineront le rétablissement de la couche d'ozone protectrice et modifieraient « la distribution régionale des précipitations ».
Si cette méthode permet sans doute d'éviter ou limiter le réchauffement, les modèles informatiques du climat montrent qu'elle n'évite pas un changement climatique. Même s'il est possible de concevoir une stratégie d'injection d'aérosols qui minimise les changements causés par l'augmentation de CO2, il est impossible de parfaitement rétablir le climat préindustriel. Cependant, dans un modèle climatique, réduire de moitié le réchauffement dû aux gaz à effet de serre permet de réduire les impacts du réchauffement climatique dans presque toutes les régions terrestres.
Les incertitudes liées à l'injection stratosphérique d'aérosols sont très nombreuses, et nous avons, pour l'instant, seulement les éruptions volcaniques et les modèles climatiques comme sujets d'étude. Les incertitudes sont liées à la microphysique des aérosols, l'impact sur la circulation et la quantité de vapeur d'eau dans la stratosphère, et l'impact sur les nuages parmi d'autres.
Selon une analyse technique détaillée, refroidir la Terre en injectant des millions de tonnes de particules de sulfate dans l'atmosphère bloquant le rayonnement solaire dans la stratosphère pourrait être remarquablement peu coûteux. Les chercheurs ont estimé le coût entre 2  et   2,5 milliards de dollars par an comparés aux 500 milliards de dollars US investis dans les technologies vertes par an en 2018. Cette forme de géoingénierie imite les grandes éruptions volcaniques, qui ont considérablement réduit les températures mondiales dans le passé.

### Capture de CO2par l'océan
L'océan absorbe aujourd'hui environ 25% des émissions anthropiques de CO2 et plus de 90% de la chaleur excessive produite par les activités humaines. Face à l'augmentation rapide des émissions de CO2 globales, diverses méthodes ont été explorées afin d'augmenter la capture de CO2 par les océans. 

#### Méthodes basées sur la nature
Les méthodes les plus simples sont basées sur la conservation et la restauration des écosystèmes marins. En effet, des écosystèmes marins fonctionnels absorbent naturellement du CO2.
La culture de macro-algues constitue une autre solution potentielle pour augmenter l'absorption de CO2 par les océans. Ce type de solution a été exploré pour la première fois par les chercheurs J. Orr et J. Sarmiento dès les années 1990. Ces résultats, depuis confirmés par de nouvelles études, montrent que le puits de CO2 généré par l'afforestation et la culture de macro-algues reste faible (environ 70% d'efficacité, i.e. ~0.7GtC/an absorbées pour 1GtC de macro-algues cultivées). Par ailleurs, la culture de macro-algues pose de nombreux problèmes potentiels liés à la consommation de nutriments essentiels par ces algues (ce qui pourrait modifier le fonctionnement des écosystèmes et limiter la croissance des micro-algues essentielles pour les écosystèmes). Enfin, la faisabilité de l'exploitation de ces cultures et la quantification des émissions de CO2 lors de leur cycle de vie restent des questions inexplorées. Les premiers résultats scientifiques sur les effets de l'afforestation sur les flux air-mer de CO2 semblent indiquer de potentiels effets néfastes sur ces flux.
Environs 20 % des régions océaniques sont limitées (ou co-limitées) par 1 ou plusieurs nutriments. Dans ces régions, la croissance planctonique (et donc l’absorption de CO2) est donc limitée. Le fer étant l'un des éléments les plus limitants dans l'océan, les premières expériences de fertilisation océanique ont été menées avec du sulfate de fer. En 2007, sur la base d'expériences conduites de 1993 à 2005, la revue Science publie une synthèse sur ce que pourrait donner un enrichissement de l'océan en fer à grande échelle. Cette synthèse donne les bases pour des exercices de modélisation de la fertilisation en fer à grande échelle qui démontre que le puits de CO2 généré par ces techniques est 2 à 3 fois plus faible qu'attendu. 

#### Méthodes basées sur la technologie
Plus récemment, de nouvelles méthodes de fertilisation océanique ont été développées comme l'augmentation de l'alcalinité. Cette méthode consiste à augmenter artificiellement l'alcalinité de l'eau de mer (c'est-à-dire, sa capacité à convertir le CO2 aqueux en carbonates et bicarbonates) afin d'augmenter l'absorption de CO2 de l'atmosphère vers l'océan. Parmi les différents minerais envisagés, l'utilisation de l'olivine est actuellement la solution la plus fréquemment explorée pour effectuer cette fertilisation. Cependant, des études scientifiques ont démontré que cette fertilisation a une efficacité limitée car le carbone supplémentaire absorbé grâce à l'augmentation de l'alcalinité n'est pas totalement exporté vers l'océan profond. Par ailleurs, des simulations sur l'ensemble du 21è siècle ont montré que l'efficacité de cette méthode diminue rapidement avec le temps en raison de la consommation additionnelle de nutriments,.
Plus des deux tiers de l'absorption de CO2 par les océans est provoquée par des phénomènes physiques. En particulier, les courants verticaux ascendants (upwelling) remontent des eaux froides et riches en nutriments qui permettent la croissance de plancton en surface (et donc l'absorption de CO2 via la photosynthèse). A l'inverse, les courants descendants (downwelling) font plonger des eaux de surface vers le fond et entraînent ainsi le carbone qu'elles contiennent. Les méthodes de géoingénierie basées sur ces courants verticaux consistent à utiliser les pompes pour faire artificiellement monter ou descendre des masses d'eau. De récentes études de modélisation ont montré un faible impact de cette méthode sur la capture de carbone. Par ailleurs, de nombreuses incertitudes demeurent sur les impacts à long terme de cette technologie. En effet, l'augmentation de la température des eaux de fond pourrait modifier le cycle du carbone dans ces zones et ainsi menacer l'efficacité du piégage de CO2.

### De la chaux pour tamponner le pH des eaux
Une variante ou un complément consisterait à injecter une énorme quantité de chaux dans les eaux douces et marines, tapisser le sol des océans de calcaire pour éviter une trop grande variation du pH de l'eau vers l'acidification, synonyme de destruction des coraux et de l'écosystème marin. Les océans éviteraient ainsi l'acidification et seraient à même de continuer à capturer le CO2. Un inconvénient serait la destruction des espèces qui ont besoin d'un pH acide pour vivre.

### Altération forcée
L'altération forcée   (« enhanced weathering » en anglais) consiste à augmenter la capacité de certains minéraux ou roches, comme l’olivine ou le basalte, à fixer le dioxyde de carbone atmosphérique, en les broyant finement et en les épandant sur des terres agricoles, où l’humidité leur permet de réagir plus vite avec le CO2. Un avantage de la méthode, c'est qu'en introduisant du carbone dans les sols agricoles sous forme de carbonates, on augmente leur fertilité. Une de ses limites est la quantité d’énergie nécessaire pour prélever les roches, les broyer et les transporter. Une autre est que l’olivine contient des métaux lourds qui pourraient passer dans la chaîne alimentaire. Le basalte, qui n'en contient pas, est moins efficace. Cette technique permettrait de retirer de l'ordre de 1 Gt CO2 par an de l'atmosphère.

### Parasol spatial

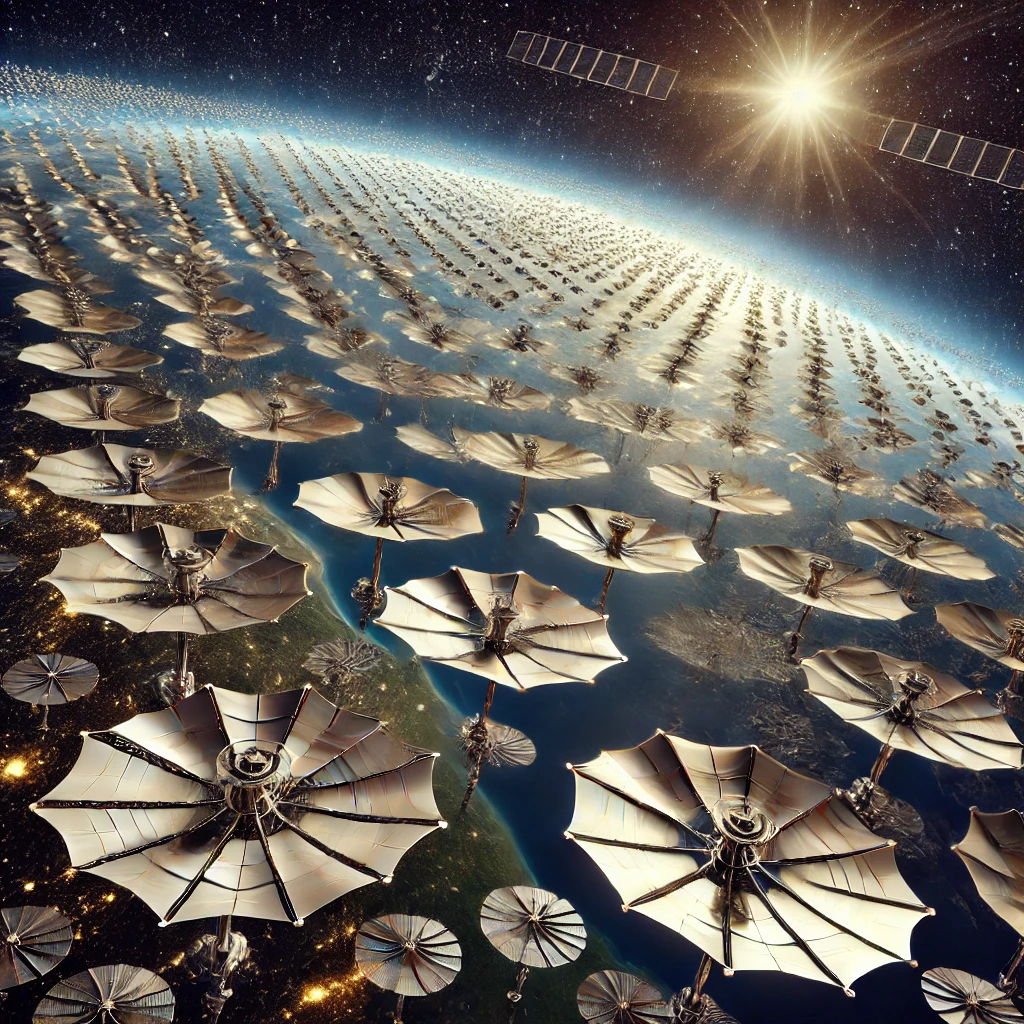
Illustration générée par IA présentant des millions de parasols ajustables de 1 km² en orbite et composés de Kapton recouvert d’un revêtement réfléchissant.

Roger Angel, astronome de l'université d'Arizona, a proposé en 2006, pour refroidir la Terre en cas d'urgence, de déployer un bouclier solaire au point de Lagrange L1 situé à environ 1 500 000 km de la Terre. Il serait constitué de 16 000 milliards d’écrans transparents de 60 cm de diamètre, pesant chacun 1 g. Ce dispositif pourrait réduire le flux lumineux de 1,8 % par déviation des rayons solaires. L'ensemble pèserait environ 20 Mt et serait lancé par une rampe électromagnétique. Le concept est basé sur des technologies existantes et pourrait être déployé pour un coût global de quelques milliers de milliards de dollars.

### Éclaircissement des nuages
Cette approche est similaire au parasol spatial, mais ne nécessite aucune construction complexe. Elle consisterait à éclaircir les nuages, de façon que la lumière du soleil soit encore plus dispersée par le sommet des nuages. De cette façon, le flux lumineux est réduit, et la Terre est refroidie. Une technique pourrait être de répandre du sel afin d'éclaircir les nuages. On estime que pour obtenir 1 % de réduction, il suffirait d'éclaircir de 10 % les nuages qui couvrent 10 % de la surface terrestre.

### Création et dopage de puits de carbone
L'idée est de stocker le CO2 sous une forme évitant sa fuite dans l'atmosphère. La création de puits de carbone peut se faire selon différents moyens.
Le biochar a également été proposé pour doper la croissance des végétaux et la capacité du sol à stocker du carbone, tout en améliorant la productivité et fertilité de certains sols (tropicaux notamment), mais il y a encore des incertitudes sur la longévité de ce type de stockage et « il peut exister des conflits d'usage de la biomasse ».
Une solution apparemment simple pour stocker du carbone serait de planter des arbres. Cependant cette technique présuppose deux éléments parfois difficiles à mettre en œuvre :
- disposer d'assez d'eau et d'espace pour les besoins de ces arbres ; à titre d'exemple selon Jackson et al. (2005) les plantations faites en zone tempérée évapotranspirent 4 à 5 fois plus d'eau qu’une prairie (mais ils seront à terme parfois capables d'aller chercher l'eau plus profondément, selon le type de sol et sous-sol) ;
- éviter ou contrôler les grands incendies de forêt, les maladies (phytopathogènes) et les déprédateurs capables de décimer de vastes parcelles de forêts, puis trouver une manière d'utiliser ou stocker sur le long terme (siècles et millénaires) le bois sans que celui-ci ne soit brûlé (dégagement de CO2) ou complètement livré à la décomposition (dégagement de CO2 et de CH4)[47]. Couper systématiquement les arbres en fin de croissance a été proposé (car au-delà la respiration et l'absorption évoluent vers un bilan carbone plus proche de la neutralité, voire parfois neutre), mais agir de la sorte serait détruire l'humus forestier qui est aussi un puits de carbone et qui est nécessaire aux arbres et à leurs symbioses mycorhiziennes.

En outre, alors que les zones climatiques se modifient avec le réchauffement global, le lieu boisé a son importance : les modélisations laissent penser que l'extension de forêts boréales en diminuant l'albédo terrestre aura un effet net (biophysique plus biogéochimique) de réchauffement, alors que le boisement dans les basses latitudes est susceptible d’augmenter l'évapotranspiration et avoir un effet de refroidissement net,,,,. Deux équipes de chercheurs (Teuling et al. et Rotenberg et al.) ont en 2010 estimé que dans certaines régions arides ou semi-aride à sol clair, si l'on trouvait assez d'eau pour les besoins des arbres, ces derniers pourraient paradoxalement au moins dans un premier temps « augmenter le flux de chaleur sensible ». Enfin, certaines zones candidates pourraient devenir plus arides avec le dérèglement du climat et les activités humaines (drainage/pompage notamment), comme cela semble déjà le cas en Chine selon Liu et al. (2006) dans des zones où les précipitations sont comprises entre 200 et 400 mm/an.
Les tourbières alcalines et les prairies permanentes sont aussi de bons puits de carbone, mais qui ne peuvent être restaurés qu'en présence d'eau ou sur certains sols, et ce type de prairie ne trouve plus la faveur des éleveurs qui sont nombreux à préférer l'élevage hors sol ou en prairies artificielles (semées).
Pour parer à la question des besoins en eau, certains ont imaginé créer des « arbres synthétiques » qui absorberaient le CO2 atmosphérique selon un procédé biomimétique optimisé ou par un procédé de synthèse de carbonates par réaction chimique avec une solution basique (ex : NaOH, KOH…) contenu dans la structure en forme d'arbre.
Lors de la COP 21 à Paris, la possibilité d'accroître la teneur en carbone organique des sols mondiaux d’au moins 4 ‰ par an a été envisagée comme une des solutions possibles pour l'atténuation (initiative 4p1000). L'INRA a été chargé d'en étudier la faisabilité pour les sols français de métropole. Le rapport, présenté à la presse en juin 2019, a conclu sur la possibilité d’un stockage additionnel de 1,9 % en moyenne, avec des disparités importantes suivant le type d'usage qui en est fait. L'accroissement le plus prometteur concerne les sols des grandes productions céréalières. En conclusion, les auteurs insistent sur l’importance des politiques publiques pour mener à bien un tel projet.
La publication le 8 août 2019 d'un rapport spécial du GIEC confirme tout l'intérêt de se poser la question de la manière dont on utilise les sols en agriculture pour atténuer l'augmentation des gaz à effet de serre.

### Géoingénierie saharienne
La désertification, qui affecte le quotidien de deux milliards de personnes, est-elle réversible ? Le Sahara, qui couvre presque un tiers de l'Afrique, est le plus vaste désert aride du monde. La Grande barrière verte transsaharienne est-ouest : 7 000 km de long, 15 km de large, à travers onze pays, est conçue pour stopper la désertification du Sahel.
Le projet Roudaire-Lesseps pourrait être amélioré avec de puissantes pompes pour remplir le Chott el-Jérid : inondation d'environ 9 000 km2 de zones dépressives, à l'ouest du golfe de Gabès. Cela permettrait la création de très vastes zones d'évaporation, pour plus de précipitations alentour, y compris la rosée. Pour obtenir cette condensation, rare à proximité des plans d'eau, on peut construire des tours aérogénératrices à vortex propulsant l'air humide du niveau du sol jusqu'à des altitudes où le froid condensera la vapeur d'eau. De plus les quantités d'eau de la Méditerranée consommées (plusieurs centaines de milliers de mètres cubes par heure en journée) contribueraient à lutter contre la montée des eaux océaniques.

### Modification de l'albédo
Une solution parfois évoquée, plus proche de l'adaptation au changement climatique (et complémentaire à l'injection d'aérosol dans l'atmosphère) est le blanchiment des villes ou au moins des toitures, mais qui ne saurait compenser la disparition du pôle nord en été, et nuirait au développement du solaire photovoltaïque, qui est une alternative aux énergies fossiles et fissiles. Les peintures blanches en augmentant l'albédo pourraient être enrichies en catalyseur leur permettant d'aussi contribuer à dégrader le méthane, les NOx ou d'autres polluants.

### Planter des arbres

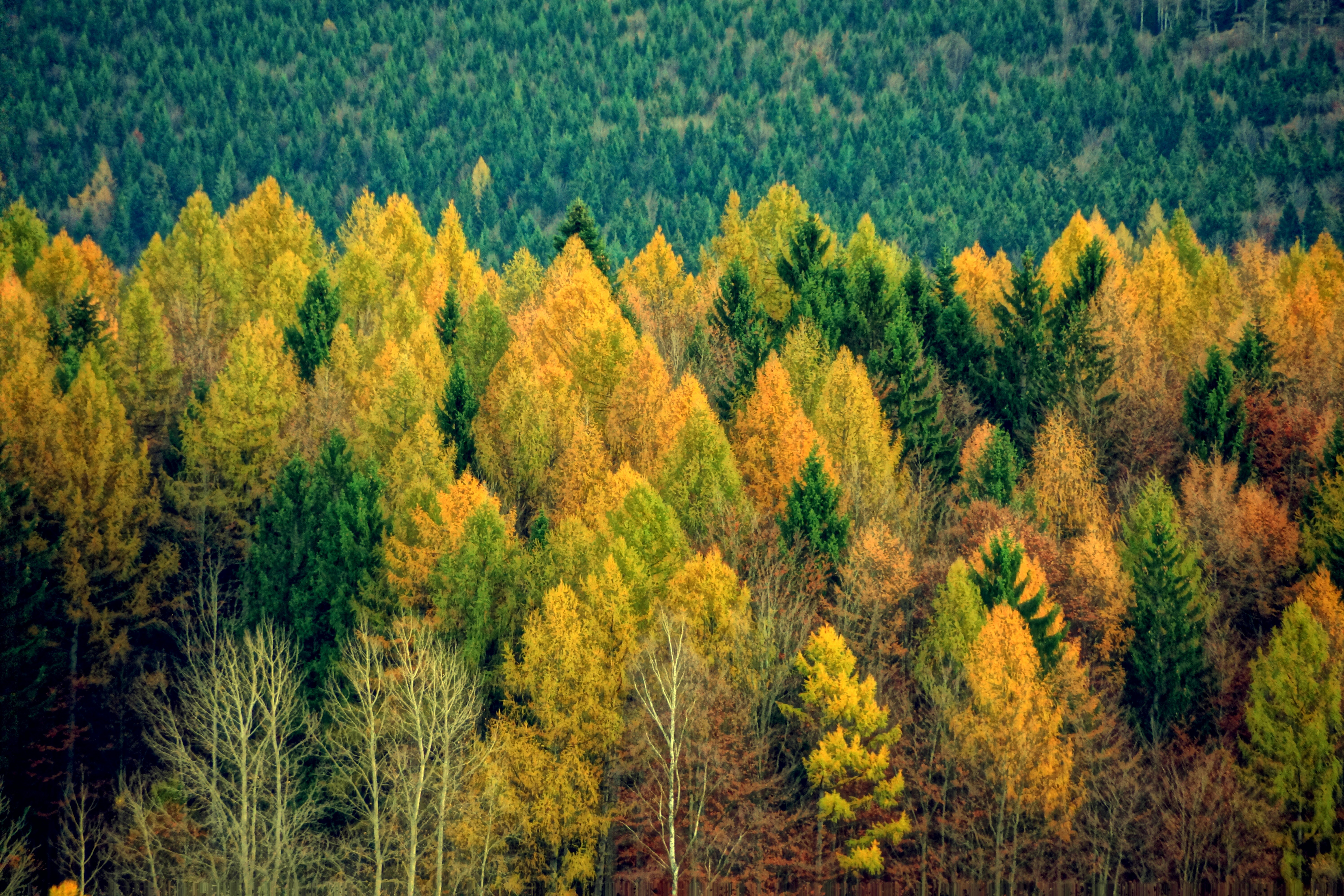
Planter de vastes forêts est le moyen le plus efficace et économique de lutter contre le réchauffement climatique selon de récentes études.

Planter des milliards d'arbres dans le monde entier est, selon une étude parue en 2009 dans la revue Science, de loin le moyen le plus efficace et le moins cher de s'attaquer à la crise climatique. Au fur et à mesure que les arbres grandissent, ils absorbent et stockent les émissions de dioxyde de carbone qui alimentent le chauffage mondial. Les nouvelles recherches estiment qu'un programme mondial de plantation pourrait éliminer les deux tiers de toutes les émissions rejetées dans l'atmosphère par les activités humaines, un chiffre que les scientifiques qualifient d'« époustouflant ». « La restauration des forêts n'est pas seulement l'une de nos solutions en matière de lutte contre le changement climatique, c'est surtout la plus importante », selon le professeur Tom Crowther de l'EPFZ.

## Expérimentations
En 2023, 69 projets d'expérimentation de géoingénierie solaire sont inventoriés dans le monde, principalement dans l'éclaircissement des nuages marins, l'injection d'aérosols stratosphériques et l'amincissement des cirrus. Les investissements en géoingénierie solaire atteignent 70 millions d'euros depuis 10 ans dans les 10 pays les plus actifs sur le sujet. Les États-Unis dominent, la France est en fin de classement avec l'Inde, selon l'Institut de relations internationales et stratégiques (Iris). La plupart de ces projets en sont au stade de la modélisation numérique. Un appel lancé en janvier 2022 a recueilli plus de 450 signatures de scientifiques, tous d'éminents experts du climat, dont en France Jean Jouzel et Hervé Le Treut, qui soulignent les risques d'effets secondaires incontrôlables. Mais une tribune cosignée en février 2023 par 110 chercheurs, dont une majorité d'Américains et aucun Français, exhorte les gouvernements à soutenir des essais en conditions réelles pour « aider à développer des scénarios pertinents qui permettent une prise de décision éclairée dans l'élaboration de la politique climatique ».

## Limites éthiques, morales et de responsabilité sociale de la géoingénierie
De nombreux chercheurs et associations s'élèvent contre le développement de la géoingénierie, et contre sa présentation dans le monde économique comme source potentielle de « création de valeur », « de nature à aiguiser les appétits de développeurs d’affaires », comme le montre un début d'appropriation vénale concrétisé par de premiers dépôts de brevets.
Cette question de l'aléa moral (effet pervers induit par les changements scientifiques) a été soulevée par le Canadien David Keith et par Martin Bunzl.
De leur point de vue, au lieu de tenter de corriger leurs erreurs en réduisant les émissions de gaz à effet de serre, la géoingénierie s'apparenterait à une fuite en avant : la technologie de demain est censée résoudre les désordres engendrés par la technologie d'hier. Au-delà de l'aspect moral, ces critiques mettent généralement aussi en avant :
- l'absence de transparence quant aux essais réalisés durant la guerre froide[1] ;
- des enjeux énormes et des risques pour les biens communs (que sont l'eau, la mer, l'atmosphère, l'énergie solaire...), ici traités par des réponses ou projets de réponses n'ayant fait l'objet d'aucun débat public quant aux enjeux, motifs, justifications, moyens et effets recherchés, ou encore sur la localisation des effets positifs et d'éventuelles conséquences négatives ou sur le « choix » des bénéficiaires attendus, ou encore sur les risques rétroactions et effets secondaires certains (anticipés ou non), et enfin sur le degré de réversibilité des changements induits. La gouvernance (qui déciderait ? et dans quelles conditions ? s'interroge Bodansky en 2011[68],[69]) de telles mesures n'est pas discutée, ni ce qui se passerait en cas d'échec[1] ;
- l'absence de connaissance des effets secondaires de la géoingénierie, et donc de certitude sur les impacts écologiques, étant donné la complexité du système climatique et de ses liens avec la biodiversité et la santé. Jouer à l'« apprenti-sorcier » à grande échelle en modifiant les mécanismes d'autorégulation du système climatique pourrait s'avérer dangereux ;
- le fait que des acteurs économiques concernés se dédouanent ainsi du poids de leur responsabilité ; ces derniers relativisent la gravité de la situation climatique globale et la nécessité de réduire leurs émissions, puisqu'il existerait une solution alternative (qu'ils présentent souvent comme moins coûteuse, et plus immédiate). Puisqu'il existe une solution qui semble possible, pourquoi ne pas la tester ? en s'exonérant du caractère urgent des mesures à prendre pour diminuer ses émissions. C'est un moyen de « repousser à demain et sur d’autres instances que la sienne, en l’occurrence sur les champions de la géoingénierie, la responsabilité de l’action à entreprendre ou de l’inaction ; elle participe à cette croyance inébranlable dans Le Progrès, grâce auquel tout problème trouvera toujours une solution technique ; elle offre un terrain d’entente objective avec les thèses climatosceptiques »[1].

Le philosophe australien Clive Hamilton pense que jamais projet humain n'a égalé en audace de ceux qu'il qualifie d'apprentis sorciers en cherchant à prendre le contrôle du climat de la Terre. Pour lui, la géoingénierie pose la question de ce que signifie pour une espèce d'avoir l'avenir d'une planète entre ses mains.

## Législation
- Depuis 1978 la Convention sur l'interdiction d'utiliser des techniques de modification de l'environnement à des fins militaires ou toutes autres fins hostiles (ENMOD) interdit d'utiliser des techniques de modification de l'environnement à des fins militaires (ou toutes autres fins hostiles). 74 pays sont signataires de cette convention.
- Le 22 mars 1985 est lancé le protocole de Montréal relatif à des substances qui appauvrissent la couche d'ozone ; il rend théoriquement impossible (pour les 196 pays signataires) l'injection d'aérosols stratosphériques et de toute autre substance susceptible d'appauvrir la couche d'ozone.
- En 1992 les objectifs de la convention-cadre des Nations unies sur les changements climatiques (CCNUCC) mentionnent dans leur article 2 qu'elle vise à prévenir toute interférence anthropique dangereuse avec le climat. Lin (en 2009) juge que ceci inclut la géo-ingénierie, mais d'autres auteurs comme Bodansky en 2011 estiment que cette convention est juridiquement trop faible pour réellement s'imposer au politique.
- En 2008, la convention sur la prévention de la pollution des mers résultant de l'immersion de déchets interdit les [?][71].
- En 2010, la convention sur la diversité biologique adopte un texte interdisant le déploiement de techniques d'ingénierie climatique, un engagement non contraignant qui permet les expériences justifiées par les besoins de la recherche[72].

## Réflexion prospective
En France, l'ANR a lancé, avec le CNRS et d'autres partenaires, des Ateliers de réflexion prospective (ARP), ouverts au secteurs publics et privés, et visant à « encourager la réflexion collective prospective au sein de la communauté scientifique sur des thématiques transverses, à forts enjeux sociétaux et scientifiques, afin d'identifier de nouvelles pistes et questions de recherche », dont notamment sur la géoingénierie de l'environnement, avec un rapport final rendu en 2014.
Au Royaume-Uni, le groupe d'Oxford composé d'universitaires favorables à l'expérimentation et/ou au développement de la géoingénierie promeut son contrôle par la société tout entière. Il a pour cela proposé cinq principes (dits « principes d’Oxford ») à respecter pour l'acceptabilité de la géoingénierie :
1. Règlementer la géoingénierie en l'inscrivant dans la sphère publique et le bien public ; en veillant à ce d'éventuelles participations du secteur privé soient règlementées par des organismes adéquats (au niveau national et/ou international, d'une manière propre à toujours préserver l'intérêt général[73] ;
2. Ouvrir le processus de décision aux citoyens et au grand public ; les chercheurs en géoingénierie, devraient donc notifier, consulter et idéalement obtenir l’approbation informée de ceux qui seraient affectés par ces activités de recherche[73] ;
3. Divulguer et publier ouvertement les résultats de la recherche. Tous les résultats de toute recherche en géoingénierie (y compris les conclusions ou résultats négatifs) devraient être publiés et accessibles[73] ;
4. Faire évaluer par une instance indépendante (internationale et/ou régionale en fonction des impacts) les impacts environnementaux et socioéconomiques de la recherche en géoingénierie[73] ;
5. Développer la gouvernance avant tout déploiement, qui ne devrait être lancé qu'après la mise en place des structures robustes de gouvernance, s'appuyant tant que possible sur les règles et institutions existantes[73].

Kwa et Van Hemert en 2011 puis Macnaghten et Szerszynski en 2013 estiment cependant que ces principes ne prennent pas encore assez en compte le processus politique d’articulation des enjeux, et selon le rapport ANR 2014, cette recherche devrait être « complètement transparente, ouverte et sans préjugé relatif à l’adoption de la géoingénierie ».
En mai 2022, est créée la Commission mondiale sur la gouvernance des risques liés au dépassement climatique sous l'égide du Forum de Paris sur la paix. Ce groupe indépendant d’anciens dirigeants de pays du Nord et du Sud, présidé par Pascal Lamy, recommandera une stratégie pour réduire les risques liés à une hausse des températures supérieure à 1,5 °C. Il devrait en particulier s'attacher à clarifier, cadrer et limiter les risques liés au captage du CO2 ou à la géoingénierie.

## Dans le monde culturel

### Bande dessinée
- Le 8 janvier 1958, la cinquième aventure de Blake et Mortimer, SOS Météores, débute dans Tintin. Le thème principal de l'aventure concerne la géoingénierie.[réf. nécessaire]

### Cinéma
- Snowpiercer : Le Transperceneige décrit une Terre post-apocalyptique à la suite d'une tentative de géoingénierie pour lutter contre le réchauffement climatique.

### Sources
- Science et Vie, hors série no 240, p. 158-162.
- Science et Vie, no 1071, p. 56-67.
- Stéphane Foucart, « La tentation de refroidir la planète », Le Monde, 5 octobre 2006.
- « La géo-ingénierie saharienne : en une solution pluri-factorielle, la voie de la raison... », Save Gaïa.

### Filmographie
- Les Apprentis sorciers du climat, documentaire de Pierre-Oscar Lévy, coproduit par Arte France et Artline Films, 2015.

### Radio
- « Géoingénierie : il y a de l'orage dans l'air », La Science, CQFD, France Culture, 16 mai 2024.
- « COP26 : Quatre initiatives controversées pour le climat, épisode 4 : le pari prométhéen de la géo-ingénierie », Culture Monde, France Culture, 28 octobre 2021.

#### Bases de données et dictionnaires
- Notices dans des dictionnaires ou encyclopédies généralistes :   - Britannica
  - Gran Enciclopèdia Catalana
- Notices d'autorité :   - GND